# Oxford Dictionary of Byzantium
Oxford Dictionary of Byzantium (en español: Diccionario Oxford de Bizancio —a menudo abreviado como ODB—) es un diccionario histórico de tres volúmenes publicados por la editorial británica Oxford University Press. Contiene información completa en inglés sobre temas relacionados con el Imperio bizantino. Fue editado por el ya fallecido doctor Alexander Kazhdan (Александр Каждан, 1922-1997) y publicado por primera vez en 1991. Kazhdan fue profesor en la Universidad de Princeton y antes de su muerte se convirtió en investigador asociado en Dumbarton Oaks en Washington D. C. desde donde dirigió la creación del diccionario; además contribuyó en muchos de los artículos siempre firmando con sus iniciales A. K. al final de ellos para indicar su contribución.

## Descripción
El diccionario está disponible en versiones impresa y electrónica. Abarca los principales acontecimientos históricos de Bizancio, así como importantes eventos sociales y religiosos. También incluye biografías de eminentes personalidades políticas y literarias y describe en detalle los temas religiosos, sociales, culturales, jurídicos y políticos. Los temas culturales incluyen música, teología y artes. Otros temas cubiertos incluyen la guerra, la demografía, la educación, la agricultura, el comercio, la ciencia, la filosofía y la medicina, además ofrecen una imagen completa de las complejas y avanzadas estructuras políticas y sociales de la sociedad bizantina.
El Imperio bizantino que tenía su centro en Constantinopla, su capital, fue uno de los estados más influyentes y poderosos de su tiempo. La civilización de Bizancio con su combinación de pensamiento clásico y religioso influyó en la evolución política y cultural de Italia, Europa del Este y Rusia. La India, China y los países escandinavos también tuvieron influencia de la cultura bizantina. El diccionario incluye más de 200 ilustraciones, tablas y mapas, como referencia para el estudio y la investigación de la civilización bizantina.

## Premios
El Oxford Dictionary of Byzantium ha ganado varios premios entre los que se encuentran:
- 1991 - Reference Reviews Awards: El mejor especialista en trabajos de referencia.
- 1991 - R R Hawkins Award: Más destacada referencia profesional o de trabajo académico; el anterior fue otorgado por la división de publicaciones profesionales y académicas de la Association of American Publishers (Asociación de Editores Americanos).[3]